# سباق السرعة الفرق

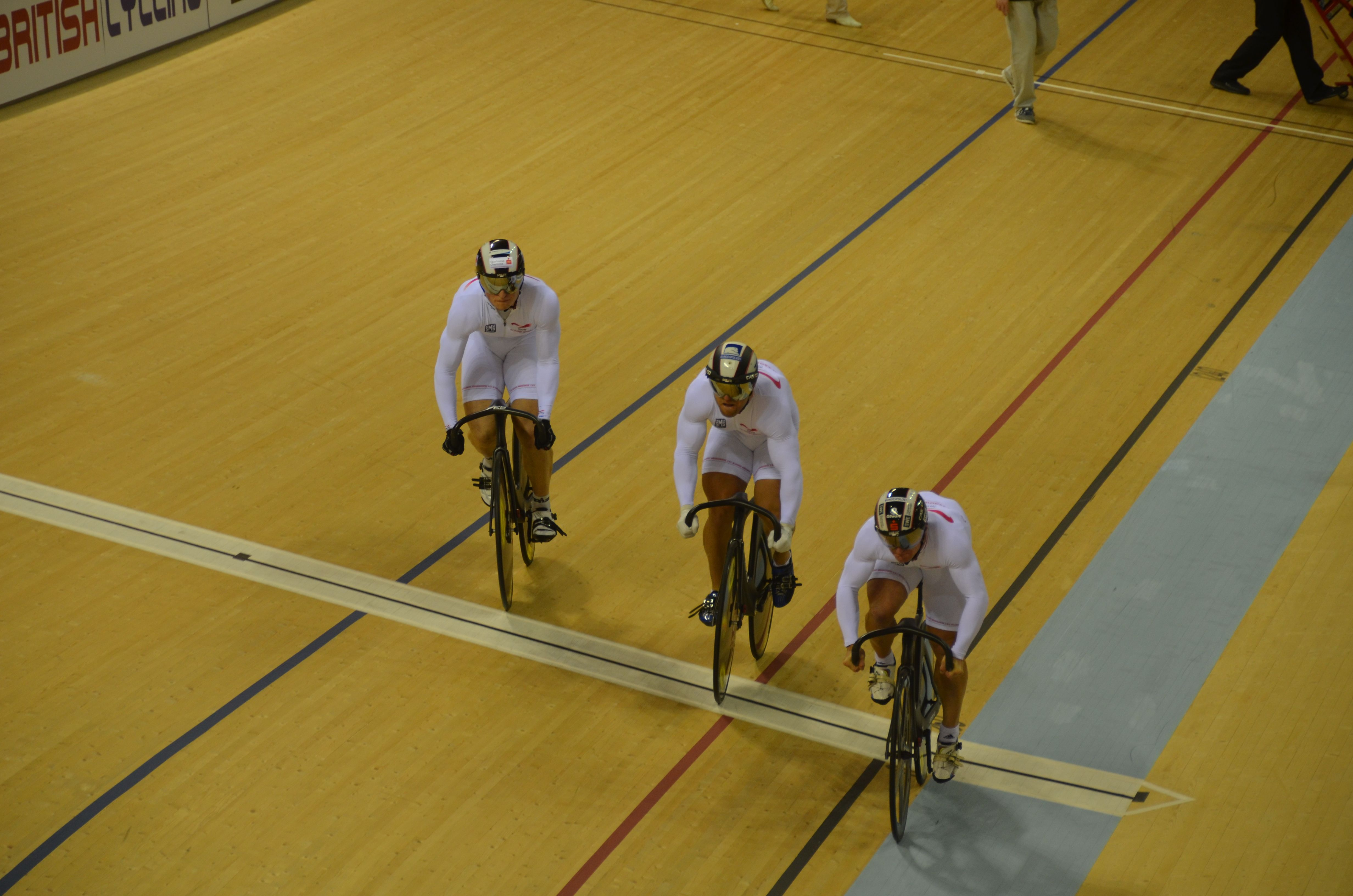

سباق السرعة الفرق (المعروف أحيانًا باسم العدو الأولمبي ) هو فعالية من فعاليات ركوب الدراجات . على الرغم من اسمها ، فهي ليست حدثًا تقليديًا لفعالية سباق السرعة الفردي . في حدث الرجال ، عبارة عن سباق زمن من ثلاثة رجال تقام على مدى ثلاث لفات من المضمار ، وفي حدث السيدات يتم الحدث بسيدتان و لفتين.
الوقت القياسي العالمي الحالي للرجال هو 41.225 ثانية. تم تعيين هذا من قبل فريق هولندا من جيفري هوغلاند وهاري لافرايسن وروي فان دن بيرج في بطولة العالم لعام 2020. سجل الزوج الصيني قوه شوانغ وغونغ جينجي الرقم القياسي للسيدات البالغ 31.928 ثانية ، في دورة الألعاب الأولمبية 2012.
تم إدخاله لأول مرة في سباقات البطولات في عام 1995. يعتبر سباق السرعة للفرق حدثًا أولمبيًا للرجال منذ عام 2000 وللسيدات منذ عام 2012.
مثل حدث مطاردة الفريق ، يتنافس فريقان ضد بعضهما البعض ، بدءًا من الجانبين المتقابلين من المضمار. في نهاية الدورة الأولى ، ينسحب المتسابق الرائد في كل فريق تاركًا المتسابق الثاني ليقود الدورة التالية ؛ في نهاية اللفة الثانية ، يقوم الراكب الثاني بنفس الشيء ، تاركًا الراكب الثالث لإكمال اللفة الأخيرة بمفرده. الفريق الذي لديه وقت أسرع هو الفائز.
يحتاج المتسابق الثالث إلى صفات تحمل جيدة للحفاظ على السرعة العالية حتى النهاية. عادةً ما يتم اختيار المتخصصين في سباق الزمن لكيلو متر واحد لهذا الدور.

## القواعد والشكل
تشهد جولة التصفيات أن كل فريق يتسابق من تلقاء نفسه عكس الوقت. الهدف من الجولة التأهيلية هو ببساطة تحديد أسرع وقت ممكن لجميع الفرق. في دورة الألعاب الأولمبية ، ستتقدم الفرق المؤهلة بعد ذلك إلى جولة خروج المغلوب ضد فريق آخر ، حيث يتنافس الفريقان الباقيان في النهاية على الميدالية الذهبية والفضية ويتنافس الفريقان التاليان على الميدالية البرونزية. في بطولات العالم ولقاءات كأس العالم ، يتقدم المركزان الأولان من جولة التصفيات مباشرة إلى المباراة النهائية ويتنافس المركزان الثالث والرابع على الميدالية البرونزية.